# 热贝帕勒
热贝帕勒（法語：Gerbépal，法語發音：[ʒɛʁbepal] ⓘ）是法国大东部大区孚日省的一个市镇，位于该省东南部，属于孚日圣迪耶区。

## 地理
热贝帕勒（48°9'0"N, 6°55'19"E）面积19.18 平方千米，位于法国大東部大區孚日省，该省份为法国东北部内陆省份，北起默兹省和默尔特-摩泽尔省，西接上马恩省，南至上索恩省和贝尔福地区省，东临上莱茵省和下莱茵省。
与热贝帕勒接壤的市镇（或旧市镇、城区）包括：克松吕普隆热默、阿努尔德、阿朗泰斯德科尔雪、默尔特河畔邦-克莱夫西、科尔雪、热拉尔梅。

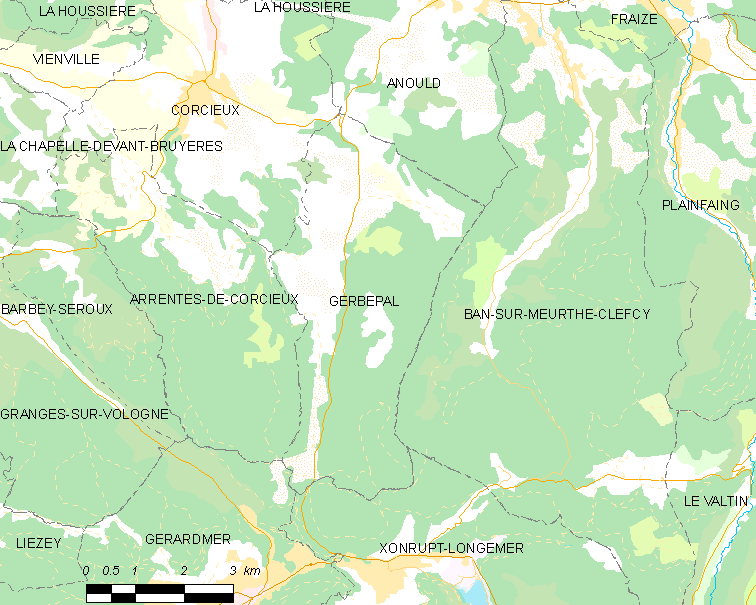
热贝帕勒的OSM定位图

热贝帕勒的时区为UTC+01:00、UTC+02:00（夏令时）。

## 行政
热贝帕勒的邮政编码为88430，INSEE市镇编码为88198。

## 政治
热贝帕勒所属的省级选区为热拉尔梅县。

## 人口

1962-2008年间热贝帕勒人口变化图示

热贝帕勒于2022年1月1日时的人口数量为537人。